# Diógenes Cuero
Diógenes Cuero Caicedo (Esmeraldas, 1948 - 3 de enero de 2019) fue un poeta, catedrático universitario, sociólogo y abogado ecuatoriano.

## Biografía
Nació el 28 de octubre de 1948, en el sector del río Ónzole, en la provincia de Esmeraldas. Poseyó tres títulos de licenciaturas, un masterado en ciencias y era abogado de los Tribunales de Justicia y doctor en Jurisprudencia.
Su carrera académica la ejerció como subdirector y director de escuela; subdecano y decano de la Facultad de Ingenierías y Tecnologías de la Universidad Técnica Luis Vargas Torres.
Cuero trabajó para Petroecuador, en la Refinería Esmeraldas, donde ocupó cargos como operador de planta, analista de la Unidad de Bienestar Social; jefe de las unidades de Relaciones Públicas, Bienestar Social, Administrativa, Legal y de Contrato, y desde 2007 Gerente de Unidad de Protección Ambiental (GPA), siendo el primer esmeraldeño en ocupar dicho cargo, el cual sirve para apoyar proyectos en compensación social en lugares donde se asienta la industria hidrocarburífera del Estado.
Fundó la Asociación de Norteños residentes en Esmeraldas Raíces, donde realizó seis festivales internacionales de marimba, involucrándose así en el ámbito cultural, surgiendo durante los años de 1980 como escritor de poemas y de críticas de abusos y grados de marginación sufridos por el pueblo negro en décadas.
Publicó obras literarias como Petróleo, realidad y sindicalismo y Jugando a las relaciones humanas. Su obra Tsunami, mitología y poesía es una de las más leídas, basado su nombre en la catástrofe que sucedió en Indonesia en 2006, y trata temas afro, mitología y poesía, donde se habla de la tunda, el duende, el diablo, la gualgura, entre otros personajes mitológicos.
En 2012 publicó sus libros de poemas Me Quieren Quitar… lo de Negro y Las Huellas de la Carimba.

## Publicaciones
- Jugando a las Relaciones Humanas.
- Petróleo, Realidad y Sindicalismo.
- Tsunami, Mitología y Poesía.
- CD. De poemas  Tsunami.
- Las Huellas de la Carimba.
- Me Quieren Quitar… lo de Negro.